# Skekarsbo
Skekarsbo, är en by i Nora socken, Heby kommun, Uppsala län, i närheten till läns- och kommungränsen mot Gävleborgs län och Sandvikens kommun.
Byn, som ligger vid Dalälven, lite avsides från socknens centralbyggd, omtalas första gången 1454 som 'Skiekarsbodom'. Här fanns ännu 1549 endast ett nybygge, och fortfarande i början av 1700-talet fanns bara en gård här.
I Skekarsbo finns ett utkikstorn, Skekarsbotornet, för fågelskådning i Färnebofjärdens nationalpark.